# Bo (Sierra Leona)
Bo, también conocida comúnmente como Bo Town, es una ciudad de Sierra Leona, la segunda más grande en número de habitantes (por detrás de Freetown, la capital) y la mayor de la Provincia del Sur. La ciudad está localizada en el sureste de Sierra Leona y dista 249 kilómetros (155 millas) de Freetown y 71 de Kenema. Es la capital del distrito de Bo y el principal centro financiero, educativo y económico del sur de Sierra Leona 

## Historia
Bo comenzó su desarrollo con la llegada del ferrocarril en 1889 y se convirtió en un centro educativo en 1906, cuando se estableció la Escuela Secundaria del Gobierno de Bo.

## Población
Después de Freetown, Bo es el principal centro educativo, de transportes, comercial y cultural del país. Tiene una población de 149.957 habitantes según el censo de 2004, aunque fuentes más recientes la estiman en 198.292 o 269.000, contando esta última otras localidades cercanas del distrito.
La composición étnica y cultural de la ciudad es muy diversa. En Bo vive un número importante de casi la totalidad de los grupos étnicos que componen Sierra Leona, sin que ningún grupo étnico sea mayoritario. De entre todos ellos, el más numeroso es el pueblo mendé.
En cuanto a la lengua, al igual que ocurre con la mayor parte de Sierra Leona, el idioma krio es, con diferencia, el más hablado en Bo y es el principal medio de comunicación en la ciudad.
Desde el punto de vista religioso, la población también es muy diversa, siendo las confesiones principales la musulmana y la cristiana.  

## Educación
En el plano educativo Bo acoge la Universidad Njala, la segunda mayor universidad de Sierra Leona por detrás del Fourah Bay College situado en Freetown. También se encuentran en la ciudad el Christ the King College (Colegio de Cristo Rey) con más de 10 000 alumnos, siendo uno de los centros educativos más destacados del país.

## Lugares de culto
La ciudad tiene varios lugares de culto, como la Catedral del Inmaculado Corazón de María (Bo) (Católica).